# 波韦达德拉谢拉
波韦达德拉谢拉，是西班牙卡斯蒂利亚-拉曼恰瓜达拉哈拉省的一个市镇。总面积52平方公里，总人口193人（2001年），人口密度4人/平方公里。